# Vendeuvre-sur-Barse
Vendeuvre-sur-Barse – miejscowość i gmina we Francji, w regionie Grand Est, w departamencie Aube.
Według danych na rok 1990 gminę zamieszkiwały 2793 osoby, a gęstość zaludnienia wynosiła 54 osób/km².

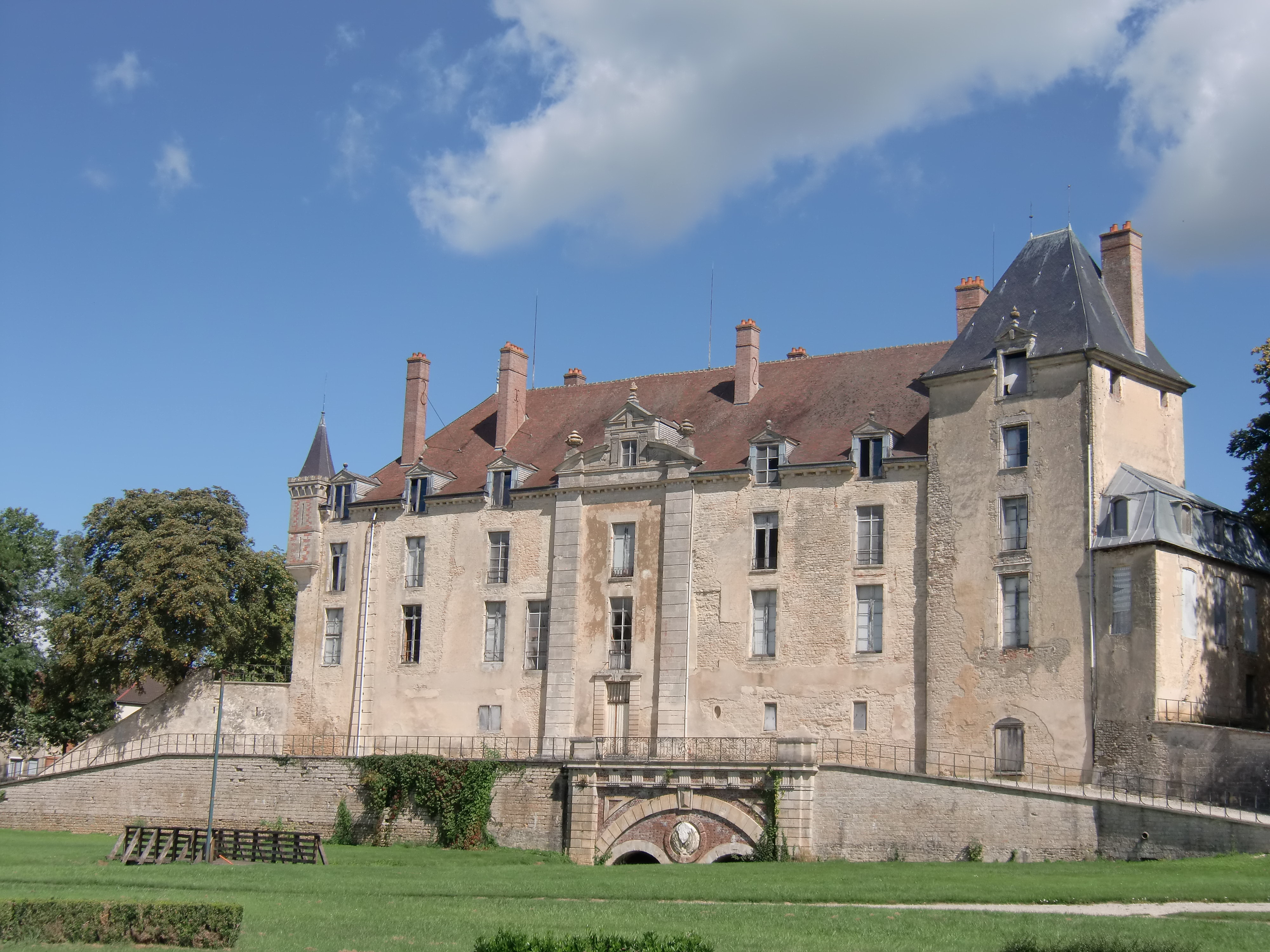
Zamek w Vendeuvre-sur-Barse, 2011